# 桜井就綱
桜井 就綱／櫻井 就綱（さくらい なりつな）は、戦国時代の武将。毛利氏家臣。毛利元就の側近として活躍した。

## 出自
就綱が生まれた桜井氏は、河内国三島郡桜井村を名字の地とし、鎌倉時代末期から南北朝時代にかけての当主である桜井正綱は楠木正成に仕え、延元元年／建武3年（1336年）の湊川の戦いで主君と最期を共にした。
桜井正綱の三男で、就綱の高祖父にあたる桜井親政は湊川の戦い以前から毛利時親に仕えて越後国刈羽郡佐橋庄の奉行職を務めたが、毛利元春の安芸国高田郡吉田庄への下向に従っている。安芸国では高田郡多治比にあった竹長城を居城とし、桜井親政以降は桜井元通、広継、広綱、就綱と続いた。

## 生涯
安芸国高田郡吉田を本拠地とする国人・毛利氏の譜代家臣である桜井広綱の次男として生まれる。
大永2年（1522年）8月、毛利元就が山県少輔五郎と山県玄蕃允が籠城する安芸国山県郡壬生の壬生城を攻撃し、8月16日に壬生城方の山県元照が毛利軍に寝返ったことで大勝しているが、この時の戦いで父の広綱と兄の二郎が戦死したため、就綱が家督を相続し、毛利元就の側近として仕えた。諱の「就」の字は元就から与えられた偏諱と思われる。
天文9年（1540年）10月11日に行われた吉田郡山城の戦いの局地戦である青山土取場の戦いに参加しており、合戦注文にも「櫻井與次郎」の名が記されている。
天文15年（1546年）に元就が嫡男の毛利隆元に家督を譲ったが、これ以後も就綱は元就の直臣として仕え、桂元忠、児玉就忠、井上就重らと共に奉行人として安芸国佐東郡内の元就直轄領の支配に携わった。また、毛利隆元のもとに派遣される使者を務めることもあった。
天文19年（1550年）7月12日から7月13日にかけて元就によって安芸井上氏が粛清された直後の7月20日に毛利氏家臣団238名が連署して毛利氏への忠誠を誓った起請文においては、191番目に「櫻井與次郎」と署名している。
天文20年（1551年）10月11日、元就が安芸国佐東郡深川の檜物師の十郎兵衛を大工に任じる旨を桂元忠に伝え、翌10月12日に桂元忠と就綱が発給した連署副状が前日の元就書状と共に十郎兵衛に交付されている。
永禄4年（1561年）3月27日から閏3月6日まで、毛利元就・隆元父子らが小早川隆景の居城である新高山城を訪問した際に就綱もその供をしている。
永禄6年（1563年）の出雲国白鹿城攻めに従軍し、10月13日に白鹿城の支城である小高丸への攻撃に参加。小高丸の城兵はよく防戦して毛利軍の小川源八郎を討ち取っているが、就綱や平佐就之らが踏みとどまって奮戦し、敵兵を追い返して小高丸を奪取する武功を挙げた。同年10月13日には小高丸攻めで武功を挙げた就綱、平佐就之、小川元政、二宮就辰、村上就常らに元就から感状が与えられている。
没年は不詳。子の桜井元政が後を継いだ。